# Liste des municipalités de l'État de San Luis Potosí

Armoiries de l'État de San Luis Potosí

L'État de San Luis Potosí est divisé en 58 municipalités. La capitale est San Luis Potosí.

## Liste des municipalités et des codes INEGI associés
Le code INEGI complet de la municipalité comprend le code de l'État - 24 - suivi du code de la municipalité. Exemple : San Luis Potosí = 24028. Chaque municipalité comprend plusieurs localités. Ainsi, pour le chef-lieu de la municipalité de San Luis Potosí, la ville de San Luis Potosí : 240280001.

État de San Luis Potosí

Municipalités du San Luis Potosí

| Code INEGI | Municipalité                | Chef-lieu de la municipalité | Date de création | Population (2010) | Superficie (km²) |
| ---------- | --------------------------- | ---------------------------- | ---------------- | ----------------- | ---------------- |
| 001        | Ahualulco                   | Ahualulco del Sonido 13      | 1858             | 18 644            | 775,62           |
| 002        | Alaquines                   | Alaquines                    | 1830             | 8 186             | 586,75           |
| 003        | Aquismón                    | Aquismón                     | 1845             | 47 423            | 793,52           |
| 004        | Armadillo de los Infante    | Armadillo de los Infante     | 1862             | 4 436             | 623,23           |
| 005        | Cárdenas                    | Cárdenas                     | 1920             | 18 937            | 390,85           |
| 006        | Catorce                     | Real de Catorce              | 1826             | 9 716             | 1945,17          |
| 007        | Cedral                      | Cedral                       | 1826             | 18 485            | 1163,90          |
| 008        | Cerritos                    | Cerritos                     | 1830             | 21 394            | 962,38           |
| 009        | Cerro de San Pedro          | Cerro de San Pedro           | 1830             | 4 021             | 123,38           |
| 010        | Ciudad del Maíz             | Ciudad del Maíz              | 1826             | 31 323            | 3140,65          |
| 011        | Ciudad Fernández            | Ciudad Fernández             | 1827             | 43 528            | 519,35           |
| 012        | Tancanhuitz                 | Tancanhuitz                  | 1826             | 21 039            | 137,43           |
| 013        | Ciudad Valles               | Ciudad Valles                | 1826             | 167 713           | 2417,75          |
| 014        | Coxcatlán                   | Coxcatlán                    | 1844             | 17 015            | 90,19            |
| 015        | Charcas                     | Charcas                      | 1826             | 21 138            | 2161,80          |
| 016        | Ébano                       | Ébano                        | 1963             | 41 529            | 698,79           |
| 017        | Guadalcázar                 | Guadalcázar                  | 1830             | 25 985            | 3703,79          |
| 018        | Huehuetlán                  | Huehuetlán                   | 1955             | 15 311            | 71,51            |
| 019        | Lagunillas                  | Lagunillas                   | 1830             | 5 774             | 539,68           |
| 020        | Matehuala                   | Matehuala                    | 1826             | 91 522            | 1307,51          |
| 021        | Mexquitic de Carmona        | Mexquitic de Carmona         | 1826             | 53 442            | 889,42           |
| 022        | Moctezuma                   | Moctezuma                    | 1826             | 19 327            | 1283,39          |
| 023        | Rayón                       | Rayón                        | 1827             | 15 707            | 785,07           |
| 024        | Rioverde                    | Rioverde                     | 1826             | 91 924            | 3072,09          |
| 025        | Salinas                     | Salinas de Hidalgo           | 1827             | 30 190            | 1756,90          |
| 026        | San Antonio                 | San Antonio                  | 1830             | 9 390             | 94,63            |
| 027        | San Ciro de Acosta          | San Ciro de Acosta           | 1853             | 10 171            | 637,06           |
| 028        | San Luis Potosí             | San Luis Potosí              | 1826             | 772 604           | 1471,71          |
| 029        | San Martín Chalchicuautla   | San Martín Chalchicuautla    | 1827             | 21 347            | 413,28           |
| 030        | San Nicolás Tolentino       | San Nicolás Tolentino        | 1827             | 5 466             | 692,81           |
| 031        | Santa Catarina              | Santa Catarina               | 1876             | 11 835            | 640,89           |
| 032        | Santa María del Río         | Santa María del Río          | 1826             | 40 326            | 1716,68          |
| 033        | Santo Domingo               | Santo Domingo                | 1857             | 12 043            | 4352,96          |
| 034        | San Vicente Tancuayalab     | San Vicente Tancuayalab      | 1827             | 14 958            | 517,97           |
| 035        | Soledad de Graciano Sánchez | Soledad de Graciano Sánchez  | 1827             | 267 839           | 304,86           |
| 036        | Tamasopo                    | Tamasopo                     | 1826             | 28 848            | 1321,58          |
| 037        | Tamazunchale                | Tamazunchale                 | 1827             | 96 820            | 354,18           |
| 038        | Tampacán                    | Tampacán                     | 1861             | 15 838            | 185,21           |
| 039        | Tampamolón Corona           | Tampolón Corona              | 1827             | 14 274            | 264,62           |
| 040        | Tamuín                      | Tamuín                       | 1827             | 37 956            | 1842,03          |
| 041        | Tanlajás                    | Tanlajás                     | 1827             | 19 312            | 375,46           |
| 042        | Tanquián de Escobedo        | Tanquián de Escobedo         | 1870             | 14 382            | 142,79           |
| 043        | Tierra Nueva                | Tierra Nueva                 | 1827             | 9 024             | 479,26           |
| 044        | Vanegas                     | Vanegas                      | 1922             | 7 902             | 2598,13          |
| 045        | Venado                      | Venado                       | 1827             | 14 492            | 1294,26          |
| 046        | Villa de Arriaga            | Villa de Arriaga             | 1874             | 16 316            | 878,53           |
| 047        | Villa de Guadalupe          | Villa de Guadalupe           | 1857             | 9 779             | 1913,25          |
| 048        | Villa de la Paz             | Villa de la Paz              | 1921             | 5 350             | 143,93           |
| 049        | Villa de Ramos              | Villa de Ramos               | 1827             | 37 928            | 2505,89          |
| 050        | Villa de Reyes              | Villa de Reyes               | 1827             | 46 898            | 1004,99          |
| 051        | Villa Hidalgo               | Villa Hidalgo                | 1857             | 14 876            | 1520,42          |
| 052        | Villa Juárez                | Villa Juárez                 | 1830             | 10 174            | 638,31           |
| 053        | Axtla de Terrazas           | Axtla de Terrazas            | 1827             | 33 245            | 192,58           |
| 054        | Xilitla                     | Xilitla                      | 1826             | 51 498            | 398,44           |
| 055        | Zaragoza                    | Villa de Zaragoza            | 1947             | 24 596            | 614,11           |
| 056        | Villa de Arista             | Villa de Arista              | 1972             | 15 528            | 584,99           |
| 057        | Matlapa                     | Matlapa                      | 1994             | 30 299            | 116,09           |
| 058        | El Naranjo                  | El Naranjo                   | 1994             | 20 495            | 830,74           |